# Red Sea Trading Corporation
Red Sea Trading Corporation («Красноморская торговая корпорация» или «Ред Си Трейдинг Корпорейшн», обычно называемая «09») — коммерческая компания в Эритрее, учреждённая с целью реализации социальной программы развития, осуществляемой Народным фронтом за демократию и справедливость. Основной сферой её деятельности является внешняя торговля. Компания — крупнейший импортёр в стране.
Возглавляет корпорацию Хагос Гебрехивот (Hagos Gebrehiwot).

## Описание
Компания сформировалась в связи с необходимостью обеспечения со стороны Народного фронта освобождения Эритреи коммерческого развития территорий, освобождённых им во время войны за независимость Эритреи. Компания была основана в 1984 году с начальным капиталом всего лишь 20 тысяч долларов.
После окончания войны за независимость Эритреи компания осуществляла свою деятельность под руководством Огбе Абрахи (Ogbe Abraha) в организационно-правовой форме кооператива. В 1994 году была реорганизована в траст и перешла под контроль Народного фронта за демократию и справедливость. По оценкам, за последующие 10 лет чистый капитал Red Sea Trading Corporation увеличился до полумиллиона долларов США, при этом она заняла доминирующие позиции в экономике страны, контролируя около 30 различных компаний. Благодаря принятому в 2003 году постановлению правительства, которым было резко ограничено число экспортно-импортных лицензий, корпорация стала практически монополистом в сфере международной торговли основными товарами.
Миссия корпорации тесно связана с другой компанией под названием Nakfa Corporation (корпорация «Накфа»).